# Eclipse Web Tools Platform
Die Eclipse Web Tools Platform (WTP) ist ein Eclipse-Plugin um Webanwendungen und Jakarta EE Applikationen sowie Datenbankanwendungen zu entwickeln. Es ist unterteilt in das Web Standard Tools Project (WST), J2EE Standard Tools Project (JST), Ajax Toolkit Framework (ATF), Dali und Jakarta Faces (JSF) als Teilprojekte. ATF erleichtert die Ajax-Programmierung. Dali unterstützt bei der objektrelationalen Abbildung.

## Geschichte
Das Projekt wurde am 26. Juli 2004 gestartet. Am 19. Dezember 2005 erschien Version 1.0 und am 8. Februar 2007 die Version 1.5. Version 3.6 erschien im Juni 2014 mit Unterstützung für Apache Tomcat 8 basierte Webdienste. Ab 2015 beschränkte sich das Projekt auf die Wartung der bestehenden Komponenten.